# Academia Africana de Ciencias
La Academia Africana de Ciencias (en inglés: African Academy of Sciences, AAS) es una organización internacional que pretende reconocer la trayectoria de los científicos más destacados de la región, incentivar el desarrollo de la ciencia y la tecnología en el continente, publicar y difundir textos especializados y colaborar en el desarrollo de políticas públicas.

## Historia
La idea de crear la organización nació en una reunión de la Academia de Ciencias del Tercer Mundo celebrada el 6 de julio de 1985 en Trieste, Italia. El 10 de diciembre de ese mismo año 33 científicos del continente ratificaron su constitución en el Centro Internacional de Física Teórica y eligieron a Thomas Risley Odhiambo de Kenia como su primer presidente.
En sus primeros años la Academia carecía de fondos y era gestionada por voluntarios. Entre 1993 y 1996, la Corporación Carnegie de Nueva York y la Fundación Rockefeller le asesoraron en materia de procesos y controles administrativos. En mayo de 2005, el gobierno keniano le brindó reconocimiento oficial, otorgó algunos privilegios diplomáticos similares a los que gozan otras organizaciones no gubernamentales con sede en el país y autorizó la construcción de sus oficinas centrales en Nairobi, las cuales se edificaron con un donativo de 5 millones de dólares estadounidenses del gobierno de Nigeria.

## Organización
En el 2012 la Academia contaba con 209 socios provenientes de 33 países africanos. Entre los más numerosos sobresalían Nigeria con 33 socios, Kenia con 25 y Egipto con 14.
Desde 12 de mayo de 2014 el presidente de la Academia es Aderemi Kuku, un matemático nigeriano. Previamente el cargo ha sido ocupado por Ahmadou Lamine Ndiaye de Senegal (2011-2014), Mohamed Hassan de Sudán (1999-2011) y Thomas Odhiambo de Kenia.